# Telipogon putumayensis
Telipogon putumayensis là một loài thực vật có hoa trong họ Lan. Loài này được Dodson & R.Escobar miêu tả khoa học đầu tiên năm 1993.

## Hình ảnh

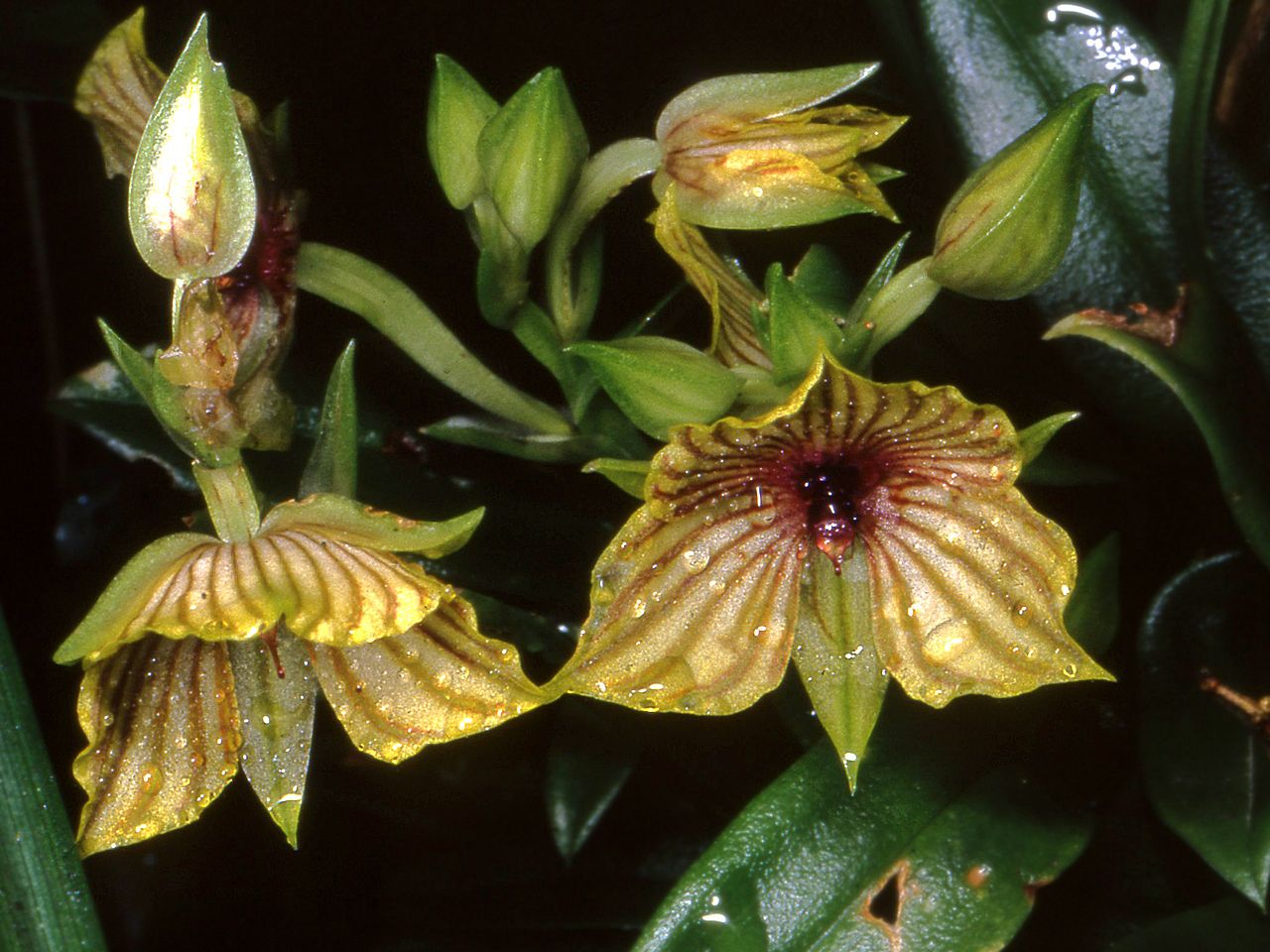